# Élection présidentielle ukrainienne de 2004
L'élection présidentielle organisée en novembre et décembre 2004 en Ukraine a vu s'opposer, à deux reprises, le Premier ministre Viktor Ianoukovytch et l'ancien Premier ministre et dirigeant de l'opposition Viktor Iouchtchenko. Les élections se sont déroulées dans un climat tendu, sur fond de fraudes électorales et de manipulations médiatiques. La rumeur d'un empoisonnement de Iouchtchenko par les services secrets de Ianoukovytch a été un élément central du débat.
Selon les résultats officiels du 23 novembre, les élections ont été remportées par Ianoukovytch, mais son opposant et ses partisans, ainsi que de nombreux observateurs, ont dénoncé les fraudes et contesté le résultat. Il s'est ensuivi une crise politique, doublée d'une action partisane de désobéissance civile surnommée la « révolution orange », qui a finalement poussé la Cour suprême de l'Ukraine à annuler les résultats et à demander la mise en place d'un nouveau second tour.
Ce « troisième tour » s'est déroulé le 26 décembre. L'OSCE a rapporté que le vote s'est déroulé dans des conditions largement plus démocratiques, et Viktor Iouchtchenko a remporté l'élection avec 51,99 % des suffrages exprimés, contre 44,20 % pour Ianoukovytch.

## Modalités

### Mode de scrutin
En vertu de la Constitution de l'Ukraine, le président est élu pour cinq ans au suffrage universel direct. La législation précise qu’il est élu au scrutin uninominal majoritaire à deux tours : si aucun candidat n’obtient la majorité des suffrages au premier tour, un second tour est organisé trois semaines plus tard entre les deux candidats arrivés en tête.

### Dates de l’élection
Le premier tour de l’élection présidentielle se tient le dernier dimanche du mois d'octobre de la cinquième année du mandat du président sortant. Toutefois, en cas de démission ou de destitution du président, une élection anticipée est organisée dans les 90 jours.

### Candidatures
Les candidats à l’élection présidentielle doivent être citoyens ukrainiens, âgés d’au moins 35 ans, résider dans le pays depuis au moins dix ans au jour du scrutin et maîtriser la langue ukrainienne.

## Candidats
Les deux candidats principaux étaient Viktor Ianoukovytch et Viktor Iouchtchenko. Ianoukovytch, Premier ministre ukrainien depuis 2002, avait reçu le soutien du président sortant Leonid Koutchma ainsi que de la Russie et son président, Vladimir Poutine.
Iouchtchenko, considéré comme pro-européen, a reçu le soutien de l'Union européenne et des États-Unis.
Au total, ce sont vingt-six candidats qui se sont présentés à l'élection.

## Premier tour
Il s'est tenu le 31 octobre 2004. Les résultats ont mis les deux principaux candidats dans une situation de quasi-égalité : Ianoukovytch s'est vu attribuer 39,32 % des suffrages exprimés, Iouchtchenko 39,87 %. Aucun candidat n'ayant dépassé les 50 %, un second tour s'est tenu le 21 novembre. Le taux de participation a été de 75 % ; les observateurs ont relevé de très nombreuses fraudes, notamment dans les régions de l'est. L'impact réel de ces fraudes sur le résultat reste inconnu.
Il y a eu 22 897 559 votants.
| Candidat               | Parti                                                     | %     | Voix       |
| ---------------------- | --------------------------------------------------------- | ----- | ---------- |
| Viktor Iouchtchenko    | Bloc Notre Ukraine                                        | 39,87 | 11 125 395 |
| Viktor Ianoukovytch    | Parti des régions                                         | 39,32 | 10 969 579 |
| Oleksandr Moroz        | Parti socialiste d'Ukraine                                | 5,81  | 1 621 154  |
| Petro Symonenko        | Parti communiste d'Ukraine                                | 4,97  | 1 388 045  |
| Nataliya Vitrenko      | Parti socialiste progressiste d'Ukraine                   | 1,53  | 426 897    |
| Anatoli Kinakh         | Parti des entrepreneurs et artisans d'Ukraine             | 0,93  | 260 890    |
| Olaksander Iakovenko   | Parti communiste des travailleurs et paysans              | 0,78  | 218 214    |
| Oleksander Omeltchenko | Parti de l'unité                                          | 0,48  | 136 502    |
| Leonid Tchernovetski   | Indépendant                                               | 0,45  | 128 037    |
| Dmytro Kortchinski     | Indépendant                                               | 0,17  | 49 641     |
| Andriy Tchornovil      | Indépendant                                               | 0,12  | 36 086     |
| Mykola Grabar          | Indépendant                                               | 0,07  | 19 550     |
| Mykhailo Brodski       | Indépendant                                               | 0,05  | 16 400     |
| Iouri Zbitnyev         | Nouveau Parti du pouvoir                                  | 0,05  | 16 249     |
| Sergiy Komisarenko     | Indépendant                                               | 0,04  | 13 692     |
| Vasil Volga            | Organisation non gouvernementale « Contrôle public »      | 0,04  | 12 874     |
| Bohdan Boyko           | Mouvement des patriotes ukrainiens                        | 0,04  | 12 717     |
| Oleksandr Rjavski      | Parti unifié de la famille                                | 0,03  | 10 664     |
| Mykola Rogojynski      | Indépendant                                               | 0,03  | 10 242     |
| Vladislav Krivobokov   | Parti populaire des déposants et de la protection sociale | 0,03  | 9 280      |
| Oleksander Baziliouk   | Parti slave d'Ukraine                                     | 0,03  | 8 917      |
| Igor Douchine          | Parti libéral démocrate d'Ukraine                         | 0,03  | 8 598      |
| Roman Kozak            | Organisation des nationalistes ukrainien en Ukraine       | 0,02  | 8 360      |
| Volodimir Netchiporouk | Indépendant                                               | 0,02  | 6 141      |
| Grigori Tchernich      | Parti pour la réhabilitation des personnes infirmes       |       | retiré     |
| Vitaly Kononov         | Parti des Verts d'Ukraine                                 |       | retiré     |
| Autre (à compléter)    |                                                           | 2,98  | 834 425    |
| Nuls                   | Nuls                                                      | 1,98  | 556 963    |

## Second tour annulé

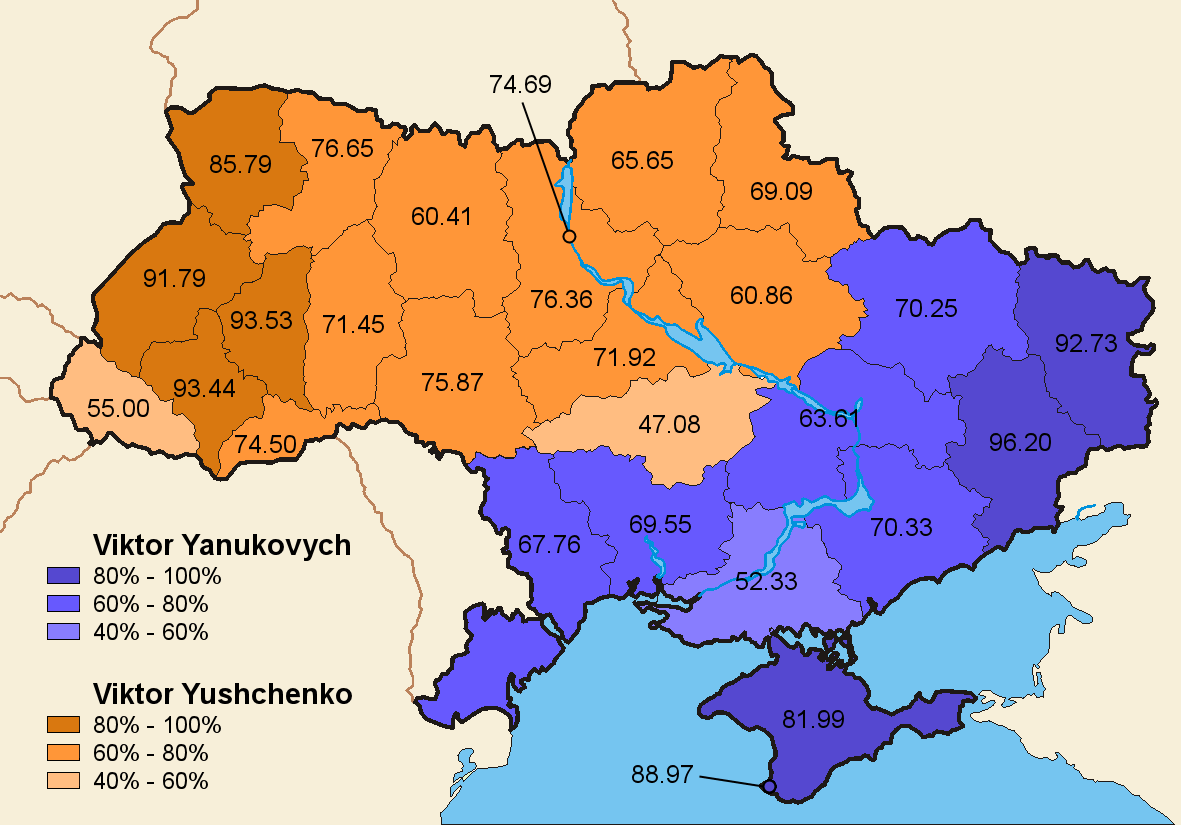
Résultats par oblast du second tour (par la suite annulé). La carte montre toujours une nette division politique entre Est et Ouest de l'Ukraine.

Après le second tour du 21 novembre, la Commission électorale centrale d'Ukraine a déclaré vainqueur le Premier ministre Viktor Ianoukovytch. Selon les données de la commission, Ianoukovytch a recueilli 49,42 % des suffrages exprimés et Iouchtchenko 46,69 %. Les observateurs de l'Organisation pour la sécurité et la coopération en Europe (OSCE), au nombre de 5 000, ont rapidement émis des réserves sur la validité du résultat, compte tenu du fait que le vote ne « satisfaisait pas aux standards internationaux ». Le sénateur Richard Lugar, observateur pour les États-Unis, a qualifié les fraudes de concertées et de violentes.
La distribution géographique des votes montre très clairement une opposition entre l'Est et l'Ouest de l'Ukraine, qui est la conséquence et l'expression d'une situation historique ancienne. L'Ouest, majoritairement agricole, et les régions du centre correspondent pour une grande part aux anciens territoires de la Lituanie polonaise, au XVIIe siècle. Ces régions sont considérées comme pro-occidentales ; une majorité de la population y parle l'ukrainien et est de confession grecque-catholique ukrainienne (à l'Ouest) ou Église orthodoxe ukrainienne - Patriarcat de Kiev (au centre). Les votes s'y sont majoritairement portés vers Iouchtchenko. La partie Est du pays, industrialisée et comprenant la République autonome de Crimée, a majoritairement voté pour Ianoukovytch. Les liens avec la Russie y sont forts et l'Église orthodoxe ukrainienne (Patriarcat de Moscou) (rattachée à l'Église orthodoxe russe) y est puissante.
Entre les deux tours de l'élection, des augmentations spectaculaires du nombre de votes pour Ianoukovytch ont été constatées dans les régions orientales, tandis que les partisans de Iouchtchenko ont vu, au mieux, les voix pour leur candidat stagner, au pire et souvent, diminuer par rapport au premier tour. Cette tendance a été plus marquée dans l'Est de l'Ukraine, en particulier dans le bastion de Ianoukovytch de Donetsk, où il a rassemblé 98,5 % des voix, soit plus de 40 % par rapport au premier tour. Dans certaines circonscriptions, les taux de participation ont dépassé les 100 %, jusqu'à atteindre 127 % dans l'une d'entre elles. Selon les observateurs de l'OSCE et de l'opposition, les activistes pro-Ianoukovytch ont voyagé à travers les circonscriptions pour voter à plusieurs reprises ou par correspondance. Certains groupes dépendant du gouvernement, comme les étudiants, les patients des hôpitaux ou les prisonniers, se sont vu demander de voter pour le candidat du pouvoir. D'autres irrégularités ont été rapportées, telles la destruction de bulletins de vote, l'intimidation et la participation de votants fictifs rajoutés aux listes électorales — à Donetsk seul, on a compté un demi-million de votants supplémentaires au second tour. Ianoukovytch a remporté la victoire dans toutes les régions sauf une, avec à chaque fois des taux de votes en augmentation par rapport au premier tour. La Cour suprême ukrainienne a établi par la suite que cela était dû aux nombreuses falsifications constatées.

## Influences et réactions internationales
De nombreux commentateurs ont insisté sur le fait que les élections ont été vraisemblablement influencées par des puissances extérieures à l'Ukraine, notamment par les États-Unis, l'Union européenne et la Russie. Les États-Unis soutenaient Iouchtchenko (ils ont envoyé l'ex-secrétaire d'État Henry Kissinger, l'ancien conseiller à la Sécurité nationale Zbigniew Brzeziński et le sénateur John McCain) ; la Russie soutenait, par la voix de Vladimir Poutine, le candidat Ianoukovytch. La présentation des candidats par les médias a été à l'image de la séparation géographique entre l'Ouest et l'Est, Iouchtchenko ayant été vu comme pro-occidental, candidat de Kiev et de l'Ukraine rurale, et Ianoukovytch ayant été vu comme pro-russe et représentants des travailleurs de l'industrie ukrainienne.
En effet, la campagne de Ianoukovytch, estimé à 600 millions de dollars, a été en partie financée par la Russie,, tandis que les États-Unis ont dépensé en tout 65 millions de dollars pour la campagne de Iouchtchenko, la révolution orange, et l'organisation du second scrutin,.
Une victoire de Iouchtchenko a été estimée comme la clé d'une possible intégration de l'Ukraine dans la Communauté des États indépendants et d'une éventuelle annulation de sa participation à l'espace économique rassemblant la Russie, l'Ukraine, la Biélorussie et le Kazakhstan, déjà ratifiée par le parlement ukrainien. Iouchtchenko représente pour la plupart des pays européens l'homme du rapprochement et de l'intégration, non seulement dans l'Europe mais aussi dans les Nations unies. À l'inverse, Ianoukovytch avait déjà promis de faire du russe une langue officielle de l'Ukraine, comme l'ont fait la Biélorussie, le Kazakhstan et le Kirghizistan.

### Russie et CEI
Le président Vladimir Poutine a fait deux voyages en Ukraine, un premier avant les élections pour soutenir personnellement Ianoukovytch et un deuxième pour le féliciter de sa victoire avant les résultats officiels du second tour.
Le leader du Parti communiste de la fédération de Russie, Guennadi Ziouganov, a reproché à l'Occident d'interférer dans la situation politique ukrainienne pour relancer sa volonté impérialiste, après la décision d'un troisième tour fixé au 26 décembre.
Le 28 novembre, Iouri Loujkov, le maire de Moscou, a fait un discours pour dénoncer l'opposition ukrainienne, accusant ses membres de « mener un sabbat en se prétendant les représentants de la Nation tout entière ». Les journaux russes ont donné des avertissements violents ; la Pravda a déclaré : « les troupes de l'OTAN en Hongrie et en Pologne se préparent à bouger, et les forces militaires de Roumanie et de Slovaquie sont maintenant en alerte. Les villes de l'Ukraine sont dans leur champ de vision ».
Plusieurs autres États de la Communauté des États indépendants se sont ralliés à la position russe de soutien à Ianoukovytch. Le président biélorusse Alexandre Loukachenko lui a téléphoné pour lui transmettre ses félicitations avant la proclamation des résultats officiels. Le président du Kazakhstan, Noursoultan Nazarbaïev, a écrit à Ianoukovytch que « [votre] victoire montre que le peuple ukrainien a fait un choix en faveur de l'unité de la Nation, du développement démocratique et du progrès économique ». Les présidents du Kirghizistan, Askar Akaïev, et de l'Ouzbékistan, Islam Karimov, ont également adressés leurs félicitations au candidat Ianoukovytch. Cependant, Karimov a par la suite critiqué l'implication de la Russie dans les élections ukrainiennes, estimant que « la démonstration excessive de sa volonté à voir gagner un certain candidat a fait plus de mal que de bien ».
De l'autre côté de l'échiquier politique, le président géorgien Mikheil Saakachvili a exprimé son soutien aux partisans de Iouchtchenko, déclarant pendant l'entre-deux tours que « ce qui se passe en Ukraine aujourd'hui atteste clairement de l'importance de l'exemple de la Géorgie pour le reste du monde ». Il faisait référence à la révolution des Roses de 2003. Les Géorgiens ont d'ailleurs participé activement aux manifestations de Kiev ; Iouchtchenko a utilisé le symbole en brandissant une rose.
L'Arménie et l'Azerbaïdjan ont gardé une position plus neutre, ne donnant leur soutien à aucun candidat en particulier, mais soulignant le besoin d'unité pour l'Ukraine.
Le 2 décembre, un jour avant que la Cour suprême ne décide de faire organiser un nouveau second tour, le président Koutchma s'est rendu à Moscou pour discuter de la crise avec Vladimir Poutine. Ce dernier a appuyé la position de Koutchma en faveur de nouvelles élections depuis le début, plutôt qu'un simple « troisième tour' ».

### Union européenne
L'Union européenne a clairement indiqué qu'elle ne reconnaîtrait pas les résultats du second tour. Les vingt-cinq pays membres de l'Union ont réuni leurs ambassadeurs en Ukraine pour contester les élections.
L'Union européenne a remis en cause le bon déroulement du processus électoral. Le président de la Commission européenne, José Manuel Durão Barroso, a exprimé sa crainte des conséquences qu'aurait pu avoir un maintien du résultat du 21 novembre. Lors d'une rencontre entre Vladimir Poutine et des représentants de l'Union, à La Haye, le président russe s'est opposé à la réaction européenne en déclarant qu'il « était profondément convaincu que nous n'avons pas le droit de pousser un pays important en Europe à quelque sorte de désordre de cette envergure ».
Parmi les États membres de l'Union, les voisins occidentaux de l'Ukraine étaient les plus inquiets de la situation du pays. En Pologne, le plus grand voisin de l'Ukraine, les hommes politiques, les médias et les citoyens dans leur ensemble supportaient Iouchtchenko, et ont exprimé leur opposition aux fraudes électorales. Les députés polonais du Parlement européen ont appelé les représentants de l'Ukraine à choisir la voie démocratique de l'Europe. Les États membres occidentaux de l'Union européenne sont toutefois plus réservés que les autres pays quant à une future intégration de l'Ukraine dans l'Europe, ce qui s'est traduit dans les médias polonais par diverses critiques envers les instances de l'Union. Elles sont accusées de se focaliser sur les négociations avec la Turquie et de maintenir à tout prix des relations cordiales avec la Russie.
Le 25 novembre l'ancien Premier ministre ukrainien et un de ses collaborateurs proches, Borys Tarassiouk, ont tenu un discours devant la Sejm polonaise (la chambre basse), demandant avec insistance à la Pologne de ne pas reconnaître les résultats de l'élection et d'aider à la résolution de la crise politique. Le même jour, le président polonais Lech Wałęsa s'est rendu à Kiev pour exprimer publiquement son soutien à une Ukraine démocratique. Il a été ensuite suivi par un certain nombre de députés polonais, de différents partis.

### États-Unis
Le gouvernement des États-Unis a également décidé de ne pas reconnaître le résultat des élections, et a exprimé son souci quant à la crise en Ukraine — Colin Powell, qui arrive au terme de son mandat de secrétaire d'État, a clairement exprimé que le résultat annoncé à la suite du second tour ne pourrait être et ne serait pas accepté comme légitime par les États-Unis. Le président George W. Bush et divers membres du Congrès ont également fait des déclarations pour exprimer leur réserve sur la légitimité du scrutin. Ancien « faucon » lors de la Guerre froide, Zbigniew Brzeziński a estimé pour sa part que les élections marquaient la renaissance d'un impérialisme russe : « la Russie saura plus certainement rompre avec son passé impérialiste si les pays post-soviétiques nouvellement indépendants sont stables et dynamiques. Leur vitalité tempèrera toutes tentatives impérialistes russe. Le soutien politique et économique à ces États doit faire partie d'une stratégie plus large pour intégrer la Russie dans un système de coopération transcontinentale. Une Ukraine souveraine est un élément crucial d'une telle politique, tout comme l'est le soutien à des États pivots comme l'Azerbaïdjan et l'Ouzbékistan ».

## Nouveau second tour

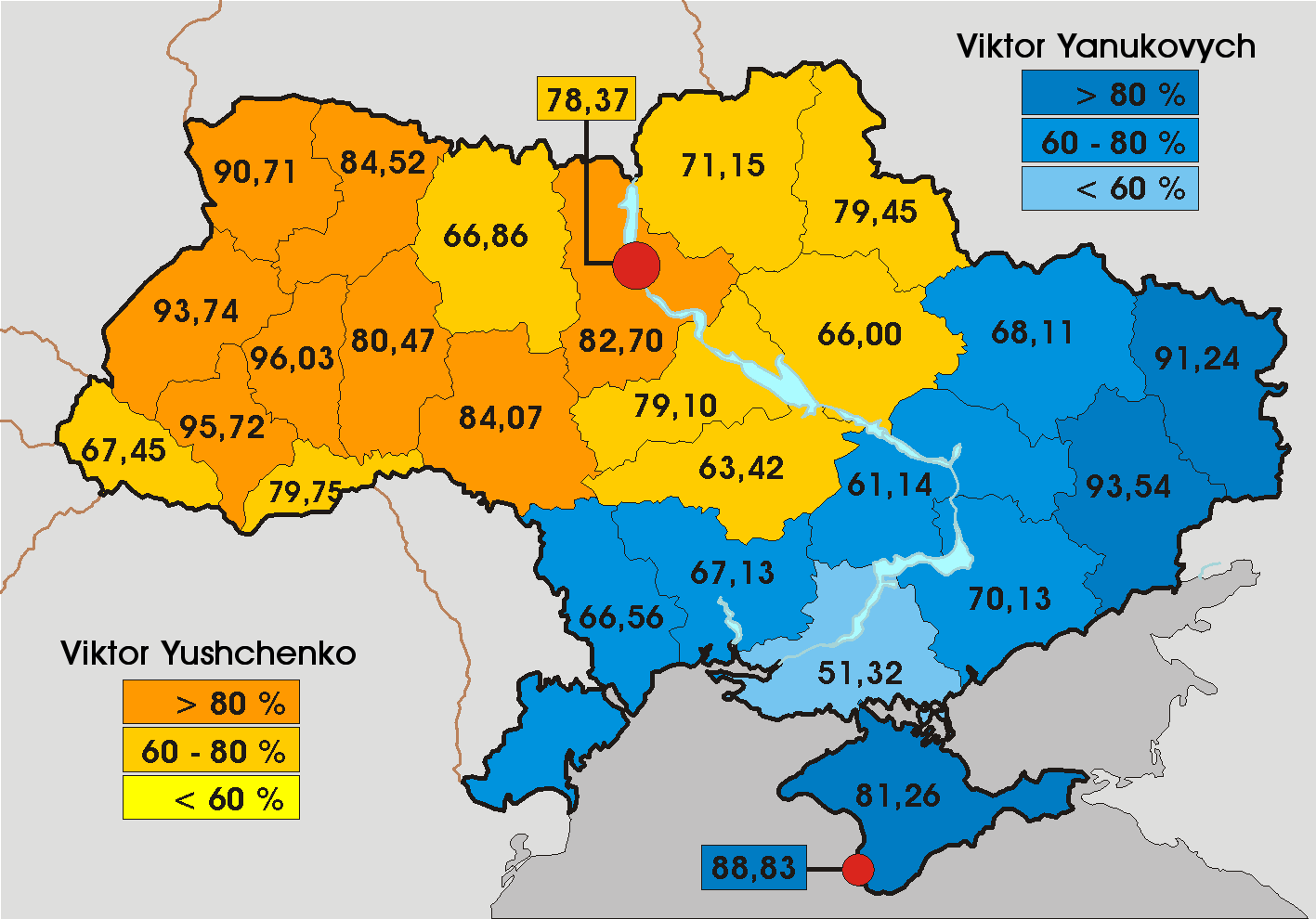
Résultats officiels du « troisième tour » du 26 décembre 2004.

Le 3 décembre, la Cour suprême a déclaré nuls les résultats du second tour et a invalidé la victoire de Ianoukovytch. Un nouveau second tour a été décidé pour le 26 décembre. Les premières tendances à la sortie des urnes ont donné vainqueur Iouchtchenko avec une large majorité, si bien que le candidat a déclaré sa victoire comme certaine après dépouillement de la moitié des bulletins. l'OSCE a relevé une nette amélioration dans le déroulement du scrutin, malgré de nombreuses fraudes persistantes qui auraient pu faire annuler une seconde fois le résultat.
La Commission électorale centrale d'Ukraine a confirmé Iouchtchenko vainqueur avec 51,99 % des suffrages exprimés, contre 44,19 % pour Ianoukovytch. Cependant, ce dernier refuse de reconnaitre sa défaite jusqu'au 31 décembre 2004, jour où il démissionne de son mandat de Premier ministre lors d'un discours sur la chaîne de télévision TRK-Ukraïna. Il refuse toutefois de reconnaître la légitimité du scrutin.
Le 20 janvier, la Cour suprême ukrainienne a rejeté la plainte de Viktor Ianoukovytch et a déclaré ainsi vainqueur Viktor Iouchtchenko. Ce dernier a prêté serment le 23 janvier, en présence de plusieurs représentants de gouvernements étrangers, dont la Russie. C'est d'ailleurs dans ce pays, que le nouveau président effectue sa première visite officielle, le 24 janvier.